# Gnathia grandilaris
Gnathia grandilaris is een pissebed uit de familie Gnathiidae. De wetenschappelijke naam van de soort is voor het eerst geldig gepubliceerd in 2008 door Coetzee, Smit, Grutter & Davies.